# West Liberty (Ohio)
West Liberty es una villa ubicada en el condado de Logan en el estado estadounidense de Ohio. En el Censo de 2010 tenía una población de 1805 habitantes y una densidad poblacional de 622,24 personas por km².

## Geografía
West Liberty se encuentra ubicada en las coordenadas 40°15′23″N 83°45′31″O / 40.25639, -83.75861. Según la Oficina del Censo de los Estados Unidos, West Liberty tiene una superficie total de 2.9 km², de la cual 2.9 km² corresponden a tierra firme y (0%) 0 km² es agua.

## Demografía
Según el censo de 2010, había 1805 personas residiendo en West Liberty. La densidad de población era de 622,24 hab./km². De los 1805 habitantes, West Liberty estaba compuesto por el 96.12% blancos, el 1.27% eran afroamericanos, el 0.11% eran amerindios, el 0.55% eran asiáticos, el 0.06% eran isleños del Pacífico, el 0.22% eran de otras razas y el 1.66% pertenecían a dos o más razas. Del total de la población el 0.78% eran hispanos o latinos de cualquier raza.